# Modriča
Modrica é uma cidade bósnia, localizada ao norte na Republika Srpska próxima as cidades de Bosanski Samac, Derventa e Doboj.
Após a guerra os limites municipais foram alteradas, as aldeias de Jakes, Pećnik e Lug Modrički Modrica foram excluídos e incluídos no município Vukosavlje, poucas aldeias do oeste do município Gradačac foram incluídas. Assim, sua área mudou substancialmente. Possui uma área de 297 km² 